# Ursula Trautwein
Ursula Elisabeth Trautwein, geborene Brezger (* 10. Dezember 1932 in Mangaluru) ist eine Aktivistin der Frauenbewegung in der Evangelischen Kirche in Hessen und Nassau.

## Leben

### Kindheit, Ausbildung und Familie
Trautweins Vater Rudolf Brezger bildete in Indien evangelische Theologen für die Basler Mission aus. Sie wuchs mit acht Geschwistern in Baden-Württemberg auf. Ihre Eltern gehörten der Bekennenden Kirche an. 1956 heiratete sie den evangelischen Theologen und Texter/Komponisten neuer geistlicher Lieder, Dieter Trautwein. Sie absolvierte Berufsausbildungen zur Krankenschwester und zur Gemeindehelferin. Mit Dieter Trautwein hatte sie drei gemeinsame Kinder; ihre Tochter Ulrike Trautwein wurde evangelische Theologin, ihr Sohn Hans-Michael Trautwein ist Wirtschaftswissenschaftler.

### Tätigkeiten
Trautwein engagierte sich mit ihrem Ehemann gegen die Apartheid und für die Ökumene. Aus Protest gegen die südafrikanische Apartheidspolitik rief sie 1977 zu der Kampagne Kauft keine Früchte der Apartheid auf, die eine Aktion innerhalb der Frauenbewegung in der Evangelischen Kirche in Hessen und Nassau war. Sie organisierte über mehrere Jahre den Protest in Frankfurt am Main. Im Stadtparlament setzte sie 1989 durch, dass Frankfurt sich Stadt gegen Apartheid nannte. Später forderten die Frauen der Südafrika-Projektgruppe der Evangelischen Frauenarbeit in Deutschland nicht nur den Boykott von Früchten aus Südafrika, sondern auch, dass deutsche Institutionen wie der Deutsche Evangelische Kirchentag die Konten bei Banken kündigten, die Kontakte zum südafrikanischen Regime unterhielten. Auf dem Höhepunkt des Protests zog Trautwein 1987 auf dem Frankfurter Kirchentag mit 40.000 Menschen durch das Bankenviertel.

### Ehrenamtliches Engagement
Seit 1951 engagiert sich Trautwein auf dem Deutschen Evangelischen Kirchentag, unter anderem im Projektausschuss Südliches Afrika – Südafrikatag. Im Vorstand der Arbeitsgemeinschaft der Evangelischen Jugend e. V. engagierte sie sich für Mädchenpfadfinderinnen, christliche Pfadfinder und die Ökumene. Von 1989 bis 1994 war sie Wahlbeobachterin bei den ersten freien Wahlen in Namibia und Südafrika. Außerdem war sie Mitglied im Verwaltungsrat des Deutschen Entwicklungsdienstes und als Mitglied der SPD Stadtverordnete im Frankfurter Parlament (1989–1997) sowie Abgeordnete im Landeswohlfahrtsverband Hessen (1990/91–2001). Als stellvertretende, ehrenamtliche Vorsitzende war sie bei der Organisation Frauenrecht ist Menschenrecht tätig. Sie ist Mitgründerin und Mitglied im Beirat der Jugendbegegnungsstätte Anne Frank in Frankfurt am Main. Des Weiteren ist sie Referentin des Fritz Bauer Instituts und des Jüdischen Museums Frankfurt zum Leben und Wirken von Oskar Schindler mit dem Lehrerfortbildungsprogramm Schindlers Liste im Unterricht – Zeitzeugengespräch mit Ursula Trautwein. Als stellvertretende Vorsitzende sitzt sie in der Jury der Evangelischen Filmarbeit.

## Ehrungen und Auszeichnungen
- Bundesverdienstkreuz erster Klasse, verliehen am 4. Oktober 2002.
- Goldenes Kugelkreuz der Evangelischen Jugend 2014[16].

## Trivia
Trautwein war befreundet mit Winnie Madikizela-Mandela und Nelson Mandela. In ihrem Besitz befindet sich eine pistolenförmig ausgestanzte Bibel, welche Winnie Mandela einst als Morddrohung unter ihrem Kopfkissen gefunden hatte.

## Werke
- Ursula Trautwein: Von Beruf ehrenamtlich. In: Kinder, Kirche und Karriere. Von der berufstätigen Mutter im Dienst des Herrn. Erfahrungsberichte, Berlin 2000, ISBN 978-3-88981-119-6, S. 187–196.
- Ursula Trautwein: Frauen gegen Apartheid: Politik mit dem Einkaufskorb. In: Christiane Drewello-Merkel, Silvia Puchert (Hrsg.): 100 Jahre auf gutem Kurs. Evangelische Frauen in Hessen und Nassau und ihre Geschichte. Darmstadt 2007, ISBN 3-934083-09-9, S. 110f.
- Ursula und Dieter Trautwein: Mehr Hoffnung, mehr Einheit: 5 Kapitel für den ökumenischen Hausgebrauch. Eine Arbeitshilfe für die Gemeindepraxis. Mit einem Geleitwort von Karl Lehmann. Freiburg i. Br. 1975, ISBN 978-3-7664-0040-6.
- Ursula und Dieter Trautwein: Aus unseren ökumenischen Lebensläufen. In: Hans Vorster (Hrsg.): Ökumene lohnt sich. Dankesgabe an den Ökumenischen Rat der Kirchen zum 50jährigen Bestehen. Frankfurt am Main 1998, ISBN 3-87476-337-4, S. 21–39.